# Serrat de Mig (Salàs de Pallars)
El Serrat de Mig és un serrat del terme municipal de Salàs de Pallars, al límit amb el de Conca de Dalt, en l'antic terme de Toralla i Serradell, al Pallars Jussà. És la continuïtat cap a ponent del Serrat de l'Extrem, i té, a ponent seu, el Bosc de Salàs i la cinglera de la Roca del Manel. Comença sota aquesta cinglera, a 1.065 m. alt., i connecta amb el Serrat de l'Extrem a 925 msnm. Separa les valls dels barrancs de Rivert, al nord, i de l'Aulesa, al sud.